# History of the Grateful Dead, Volume One (Bear's Choice)
History of the Grateful Dead, Volume One (Bear's Choice) je čtvrté koncertní album skupiny Grateful Dead. Album poprvé vyšlo 13. července 1973 u Warner Bros. Records a v roce 2003 u Rhino Records.

## Seznam skladeb
| Strana 1 | Strana 1                        | Strana 1       | Strana 1 |
| Pořadí   | Název                           | Autor          | Délka    |
| -------- | ------------------------------- | -------------- | -------- |
| 1.       | Katie Mae                       | Hopkins        | 4:44     |
| 2.       | Dark Hollow                     | Browning       | 3:52     |
| 3.       | I've Been All Around This World | traditional    | 4:18     |
| 4.       | Wake Up Little Susie            | F. & B. Bryant | 2:31     |
| 5.       | Black Peter                     | Garcia, Hunter | 7:27     |

| Strana 2       | Strana 2             | Strana 2             | Strana 2 |
| Pořadí         | Název                | Autor                | Délka    |
| -------------- | -------------------- | -------------------- | -------- |
| 1.             | Smokestack Lightning | Howlin' Wolf         | 17:59    |
| 2.             | Hard to Handle       | Jones, Bell, Redding | 6:15     |
| Celková délka: | Celková délka:       | Celková délka:       | 47:28    |

## Sestava
- Jerry Garcia – akustická kytara, sólová kytara, zpěv
- Bob Weir – akustická kytara, rytmická kytara, zpěv
- Ron „Pigpen“ McKernan – akustická kytara, varhany, harmonika, perkuse, zpěv
- Phil Lesh – basová kytara
- Mickey Hart – bicí
- Bill Kreutzmann – bicí